# パー・レイス
パー・レイス(Pah Wraith, Pagh Wraith)は、アメリカのSFテレビドラマ『スタートレック』シリーズに登場する架空の高次元生命体。パーの亡霊とも言う（Wraith（レイス）は亡霊）。

## パー・レイスとは
パー・レイスは、かつて預言者により聖なる神殿（ベイジョー・ワームホール）から追放された生命体のことである。預言者と同種の高次元生命体だと思われる。預言者の一族とは違い攻撃的な性格で、ベイジョー人を直接支配してようとしていた。24世紀の現在はベイジョーの炎の洞窟などの古代遺跡や骨董品などに封印されているが、破壊されたり、封印を解かれたりすると、ヒューマノイドに直接的な預言を与えたり、憑依して操るなどして預言者に復讐を始めようとする。彼らの種族はワームホールの外では力が制約され苦痛をもたらす為、預言者を聖なる神殿から追い出し封印し、自分達がそれに代わるのが一番望みだが、無理だと悟ると同じ苦痛を味わわせようと聖なる神殿を破壊しようとする者もいる。恨みは根深く、預言者を支持したベイジョーも焦土と化そうと企んでいたようだ。シスコの活躍により、再び炎の洞窟に強力な封印がなされた。